# Massimo Vanni
Massimo Vanni (Roma, 31 ottobre 1946) è uno stuntman e attore italiano.

## Biografia
Esordisce con un piccolo ruolo nel film Ettore lo fusto di Enzo G. Castellari del 1971.
Le sue apparizioni proseguono in maniera costante a partire dal 1973, anno nel quale prende parte a tre film: Peccato veniale di Salvatore Samperi; 4 marmittoni alle grandi manovre di Marino Girolami e La polizia incrimina, la legge assolve di Enzo G. Castellari.
Tuttavia non viene quasi mai utilizzato per ruoli di rilievo, ma viene perlopiù relegato a parti secondarie. Bruno Corbucci gli affida il ruolo del brigadiere Gargiulo nella serie del maresciallo Giraldi, interpretato da Tomas Milian (Squadra antifurto, Squadra antitruffa).
Anche se si dimostra un buon caratterista, negli anni successivi è utilizzato soprattutto in molti film direct-to-video diretti da Bruno Mattei, dove recita anche in ruoli di primo piano, sotto lo pseudonimo di Alex McBride.
Dagli anni novanta ha intrapreso l'attività di maestro d'armi, suo terreno abituale dato il passato da stuntman. Nel 2008 torna a ricoprire un ruolo importante come attore nell'apprezzato noir Il solitario di Francesco Campanini.

## Filmografia

### Cinema
- Ettore lo fusto, regia di Enzo G. Castellari (1971)
- La polizia incrimina, la legge assolve, regia di Enzo G. Castellari (1973)
- Peccato veniale, regia di Salvatore Samperi (1973)
- 4 marmittoni alle grandi manovre, regia di Marino Girolami (1973)
- Il cittadino si ribella, regia di Enzo G. Castellari (1974)
- Emanuelle e Françoise (Le sorelline), regia di Joe D'Amato (1975)
- Roma violenta, regia di Marino Girolami (1975)
- Cipolla Colt, regia di Enzo G. Castellari (1975)
- Noi non siamo angeli, regia di Gianfranco Parolini (1975)
- Le avventure e gli amori di Scaramouche, regia di Enzo G. Castellari (1976)
- Il grande racket, regia di Enzo G. Castellari (1976)
- Squadra antifurto, regia di Bruno Corbucci (1976)
- Italia a mano armata, regia di Marino Girolami (1976)
- La banda del trucido, regia di Stelvio Massi (1977)
- La via della droga, regia di Enzo G. Castellari (1977)
- Squadra antitruffa, regia di Bruno Corbucci (1977)
- Quel maledetto treno blindato, regia di Enzo G. Castellari (1977)
- Poliziotto senza paura, regia di Stelvio Massi (1978)
- Squadra antimafia, regia di Bruno Corbucci (1978)
- Sensività, regia di Enzo G. Castellari (1978)
- John Travolto... da un insolito destino, regia di Neri Parenti (1979)
- Assassinio sul Tevere, regia di Bruno Corbucci (1979)
- L'ultimo cacciatore, regia di Antonio Margheriti (1980)
- Il giorno del Cobra, regia di Enzo G. Castellari (1980)
- Delitto a Porta Romana, regia di Bruno Corbucci (1980)
- L'ultimo squalo, regia di Enzo G. Castellari (1981)
- Delitto al ristorante cinese, regia di Bruno Corbucci (1981)
- 1990 - I guerrieri del Bronx, regia di Enzo G. Castellari (1982)
- La gorilla, regia di Romolo Guerrieri (1982)
- I nuovi barbari, regia di Enzo G. Castellari (1983)
- Fuga dal Bronx, regia di Enzo G. Castellari (1983)
- Delitto in Formula Uno, regia di Bruno Corbucci (1984)
- Tuareg - Il guerriero del deserto, regia di Enzo G. Castellari (1984)
- Blastfighter, regia di Lamberto Bava (1984)
- Rats - Notte di terrore, regia di Bruno Mattei (1984)
- Colpi di luce, regia di Enzo G. Castellari (1985)
- È arrivato mio fratello, regia di Castellano e Pipolo (1985)
- Il tenente dei carabinieri, regia di Maurizio Ponzi (1986)
- Double Target - Doppio bersaglio, regia di Bruno Mattei (1987)
- Io e mia sorella, regia di Carlo Verdone (1987)
- Robowar - Robot da guerra, regia di Bruno Mattei (1988)
- Cop Game - Giochi di poliziotto, regia di Bruno Mattei (1988)
- Zombi 3, regia di Lucio Fulci, Bruno Mattei, Claudio Fragasso (1988)
- Trappola diabolica, regia di Bruno Mattei (1988)
- Sinbad of the Seven Seas, regia di Enzo G. Castellari (1989)
- Terminator 2, regia di Bruno Mattei (1989)
- After Death (Oltre la morte), regia di Claudio Fragasso (1989)
- Nato per combattere, regia di Bruno Mattei (1989)
- Una pura formalità, regia di Giuseppe Tornatore (1994)
- Il burattinaio, regia di Ninì Grassia (1994)
- Una grande voglia d'amore, regia di Nini Grassia (1994)
- Segreto di stato, regia di Giuseppe Ferrara (1995)
- Mollo tutto, regia di José María Sánchez (1995)
- Ljuba - Corpo e anima, regia di Bruno Mattei (1996)
- La grande quercia, regia di Paolo Bianchini (1997)
- M.D.C. - Maschera di cera, regia di Sergio Stivaletti (1997)
- La vita è un gioco, regia di Fabio Campus (2000)
- Vajont, regia di Renzo Martinelli (2001)
- Senso '45, regia di Tinto Brass (2002)
- Gangs of New York, regia di Martin Scorsese (2002)
- Il ritorno del Monnezza, regia di Carlo Vanzina (2005)
- Il mercante di pietre, regia di Renzo Martinelli (2006)
- Los Borgia, regia di Antonio Hernández (2006)
- E guardo il mondo da un oblò, regia di Stefano Calvagna (2007)
- Bastardi, regia di Federico Del Zoppo e Andres Alce Meldonado (2008)
- Ti stramo - Ho voglia di un'ultima notte da manuale prima di tre baci sopra il cielo, regia di Pino Insegno e Gianluca Sodaro (2008)
- Il solitario, regia di Francesco Campanini (2008)
- Roma criminale, regia di Gianluca Petrazzi (2013)
- Rocky Giraldi - Delitto a Porta Portese, regia di Mirko Alivernini (2021)
- Io sono Babbo Natale, regia di Edoardo Falcone (2021)
- Pretendo l'inferno, regia di Eugenio Ercolani – documentario (2024)

### Televisione
- Piazza di Spagna, regia di Florestano Vancini – miniserie TV (1992)
- Un commissario a Roma – serie TV (1993)
- La quindicesima epistola, regia di José María Sánchez – film TV (1998)
- Kidnapping - La sfida (Kidnapping - Ein Vater schlägt zurück), regia di Cinzia TH Torrini – film TV (1998)

## Doppiatori
- Angelo Nicotra in Squadra antifurto, La banda del trucido, Sensività
- Piero Tiberi in Squadra antitruffa, Squadra antimafia, Assassinio sul Tevere, Delitto a Porta Romana, Delitto al ristorante cinese, Delitto in Formula Uno
- Luciano De Ambrosis in Cipolla Colt
- Massimo Giuliani in Italia a mano armata
- Riccardo Rossi in Zombie 3
- Francesco Pannofino in Robowar - Robot da guerra
- Manlio De Angelis in Poliziotto senza paura